# Districtul Grand'Anse Mahé
Grand'Anse Mahé este un district  în Seychelles, situat pe insula Mahé.